# Selma Jungberg
Selma Constantia Jungberg, född 29 maj 1868 i Stockholm, död 22 april 1945 i Stockholm, var en svensk konstnär och illustratör.
Hon var dotter till skriftställaren Carl Gustaf Jungberg och Maria Lovisa Hagberg. Hon var faster till Gerda Jungberg. Hon var verksam som illustratör i bland annat Svenska familj-journalen Svea och Förr och nu under 1880- och 1890-talen. Hon var under flera år medarbetare i Aftonbladet där hon tecknade porträtt. Hennes konst består förutom illustrationer av landskapsbilder och gatubilder från Stockholm utförda i pastell. Jungberg är representerad vid Stockholms stadsmuseum, Postmuseum i Stockholm och Järnvägsmuseet i Gävle. Hon är begravd på Sandsborgskyrkogården i Stockholm.